# Провулок Кам'яний Узвіз (Житомир)
Провулок Кам'яний Узвіз — провулок в Богунському районі міста Житомира.

## Характеристики
Знаходиться на Мальованці. Бере початок з Барашівської вулиці. Прямує на північний схід. Завершується глухим кутом на урвищі над річкою Кам'янкою. Протяжність — 250 м.

## Історія
Провулок сформувався до початку XX століття. Забудова частково сформувалася до початку XX століття. 
Історична назва — 11-й Безназванний — вживалася на початку XX століття. На мапі 1942 р. підписаний як Stein Abhang Gasse.